# Ясновка (приток Чепцы)
Ясновка — река, протекающая в Кировской области (Фалёнский район) и Удмуртии (Ярский район). Устье реки находится в 194 км по правому берегу Чепцы. Длина реки составляет 13 км, площадь бассейна — 52 км².
Река берёт начало на Верхнекамской возвышенности, среди тайги, в Фалёнском районе Кировской области в 18 км к северо-востоку от посёлка Фалёнки. Протекает в направлении на юго-запад, затем на юго-восток и снова на юго-запад.
Притоки — Голодаиха (река) (правый), Волниха (левый). Нижнее течение реки служит границей между Кировской областью и Удмуртией.